# 傅濬
傅濬 ，字用深，遼東廣寧（今遼寧省錦州市北鎮市）人，明朝政治人物、賜特用進士出身。
初為選貢，崇禎十三年以廷試貢生賜特用，十五年成進士，授南京戶部主事，十七年十月為左懋第、馬紹愉使節團隨行官員北上議和，任督餉參謀，後遭清朝扣押。弘光元年閏六月隨行中軍副將艾大選薙髮意圖降清，遭左懋第亂棍擊斃，傅濬因而恐懼，遂降清向多爾袞告密，以求自保。後事不詳。